# Sturla Holm Laegreid
Sturla Holm Laegreid (* 20. února 1997 Bærum) je norský reprezentant v biatlonu, olympijský vítěz z mužské štafety z pekingské olympiády, sedminásobný mistr světa a vítěz celkového hodnocení světového poháru ze sezóny 2024/2025.
Ve své dosavadní kariéře zvítězil ve světovém poháru ve patnácti individuálních závodech, když sedm z nich ovládl během průlomové sezóny 2020/2021. Patnáctkrát zvítězil s norskou štafetou.

## Sportovní kariéra
Biatlonu se věnuje od roku 2011. Zúčastnil se juniorského mistrovství světa v estonském Otepää v roce 2018, kde ve sprintu získal stříbrnou medaili.
Ve světovém poháru debutoval v březnu 2020 v Novém Městě na Moravě, kde po bezchybné střelbě obsadil 13. místo ve sprintu a následně s jedním trestným kolem 15. místo ve stíhacím závodě. Na navazujícím podniku v Kontiolahti se při teprve třetím závodě ve světovém poháru dokázal umístit v první desítce po další bezchybné střelbě ve sprintu. V následném stíhacím závodu, který se stal pro propuknutí pandemie covidu-19 posledním závodem sezóny, si pohoršil o jednu příčku.
Životní sezónu 2020/2021 zahájil překvapivým vítězstvím ve vytrvalostním závodě v Kontiolahti. První kolektivní vítězství zaznamenal následující týden opět Kontiolahti jako součást mužské norské štafety. Na individuální stupně vítězů se vrátil před vánoční přestávkou v Hochfilzenu. Vůbec jako první závodník sezóny dokázal ovládnout více než jen závod a následně získal první kariérní „double“ – po sprintu ovládl i následný stíhací závod. V lednovém dvojbloku v Oberhofu posbíral kompletní sadu individuálních medailí, když v prvním sprintu dojel třetí, ve druhém obsadil druhé místo a vítězství vybojoval ve stíhacím závodě během první zastávky.
Ve slovinské Pokljuce se vůbec poprvé se účastnil biatlonového mistrovství světa. Hned zahajovací smíšená štafeta znamenala premiérový cenný kov. Čistá střelba ve vytrvalostním závodě mu zajistila nejen první individuální zlato, ale celkové vítězství v hodnocení disciplíny. Kvalitní střelbou se následně podílel v den svých 24. narozenin na norském triumfu v mužské štafetě. Čtvrtý titul mistra světa získal v závěrečném závodu s hromadným startem a díky prvním místům se stal nejúspěšnějším mužským závodníkem mistrovství, když více medailí získala celkem pouze Tiril Eckhoffová.
V závěrečném trimestru sezóny zaznamenal další dvě umístění na stupních vítězů v kolektivních závodech – bronz v novoměstské mužské štafetě a o týden později opět v Novém Městě stříbro ze závodu smíšených dvojic. Díky stabilní střelbě zaznamenal v individuální závodech ve Vysočina Aréně čtyři umístění v první pětce výsledkové listiny a do závěrného podniku v Östersundu odjížděl s minimální ztrátou na vedoucího muže celkové klasifikace Johannese Thingnese Bø. Triumfem ve stíhacím závodu získal při rovnosti bodů s Bøem díky většímu počtu vítězných stíhaček druhý malý glóbus za hodnocení disciplíny. V závěrečném závodu sezóny mohl celý ročník Světového poháru opanovat, potřeboval však dojet do osmého místa a před Bøem, který i přes úvodní nepřesnou střelbu dokázal dokončit závod na třetí místě a Laegreid obsadil v celkovém hodnocení 2. místo.

## Výsledky

### Mistrovství světa a zimní olympijské hry
| Sezóna  | A   | Místo                | SP | SZ  | HZ  | IZ  | ŠT | SŠT | SZD | Věk    |
| ------- | --- | -------------------- | -- | --- | --- | --- | -- | --- | --- | ------ |
| 2020/21 | MS  | Pokljuka             | 7. | 6.  | 1.  | 1.  | 1. | 1.  | –   | 23 let |
| 2021/22 | ZOH | Peking               | 7. | 24. | 6.  | 15. | 1. | –   | ×   | 24 let |
| 2022/23 | MS  | Oberhof              | 3. | 2.  | 4.  | 2.  | 2. | 1.  | –   | 25 let |
| 2023/24 | MS  | Nové Město na Moravě | 1. | 2.  | 17. | 18. | 2. | –   | –   | 26 let |
| 2024/25 | MS  | Lenzerheide          | 9. | 4.  | 2.  | 15. | 1. | 4.  | –   | 27 let |

Poznámka: Výsledky z olympijských her se do hodnocení světového poháru nezapočítávají, výsledky z mistrovství světa se dříve započítávaly, od mistrovství světa v roce 2023 se nezapočítávají.

### Mistrovství Evropy
| Sezóna  | A  | Místo   | SS | SP  | SZ | SŠT | SZD | Věk    |
| ------- | -- | ------- | -- | --- | -- | --- | --- | ------ |
| 2019/20 | ME | Raubiči | 5. | 12. | 2. | –   | –   | 23 let |

### Juniorská mistrovství světa
| Sezóna  | A   | Místo  | SP | SZ | IZ | ŠT | Věk    |
| ------- | --- | ------ | -- | -- | -- | -- | ------ |
| 2017/18 | MSJ | Otepää | 4. | 8. | 2. | 2. | 21 let |

### Světový pohár

#### Sezóna 2019/2020
| ČSP              | Místo                | SP             | SZ      | HZ      | IZ      | ŠT      | SŠT     | SZD     | STŘ   |
| ---------------- | -------------------- | -------------- | ------- | ------- | ------- | ------- | ------- | ------- | ----- |
| 7.               | Nově Město na Moravě | 13.            | –       | 15.     | –       | –       | –       | –       | 97 %  |
| 8.               | Kontiolahti          | 10.            | 11.     | –       | –       | –       | zrušeno | zrušeno | 100 % |
| 9.               | Holmenkollen         | zrušeno        | zrušeno | zrušeno | zrušeno | zrušeno | zrušeno | zrušeno |       |
| Celkové umístění | Celkové umístění     | 37.            | 41.     | 34.     | –       | –       | –       | –       |       |
| Celkové umístění | Celkové umístění     | 115 bodů (43.) |         |         |         | –       | –       | –       |       |

#### Sezóna 2020/2021
| ČSP              | Místo                | SP             | SZ | HZ  | IZ | ŠT | SŠT | SZD | STŘ  |
| ---------------- | -------------------- | -------------- | -- | --- | -- | -- | --- | --- | ---- |
| 1.               | Kontiolahti          | 18.            | –  | –   | 1. | –  | –   | –   | 97 % |
| 2.               | Kontiolahti          | 22.            | 4. | –   | –  | 1. | –   | –   | 88 % |
| 3.               | Hochfilzen           | 9.             | 6. | –   | –  | 2. | –   | –   | 90%  |
| 4.               | Hochfilzen           | 1.             | 1. | 6.  | –  | –  | –   | –   | 96 % |
| 5.               | Oberhof              | 3.             | 1. | –   | –  | –  | 2.  | -   | 90 % |
| 6.               | Oberhof              | 2.             | –  | 12. | –  | 2. | –   | –   | 93 % |
| 7.               | Anterselva           | –              | –  | 14. | 2. | 2. | –   | –   | 87 % |
| 8.               | Nově Město na Moravě | 4.             | 5  | –   | –  | 3. | –   | –   | 93 % |
| 9.               | Nově Město na Moravě | 5.             | 4. | –   | –  | –  | –   | 2.  | 90 % |
| 10.              | Östersund            | 6.             | 1. | 8.  | –  | –  | –   | –   |      |
| Celkové umístění | Celkové umístění     | 2.             | 1. | 4.  | 1. | 1. | 1.  | 1.  |      |
| Celkové umístění | Celkové umístění     | 1039 bodů (2.) |    |     |    | 1. | 1.  | 1.  |      |

#### Sezóna 2021/2022
| ČSP              | Místo               | SP            | SZ      | HZ      | IZ      | ŠT      | SŠT     | SZD     | STŘ |
| ---------------- | ------------------- | ------------- | ------- | ------- | ------- | ------- | ------- | ------- | --- |
| 1.               | Östersund           | 37.           | –       | –       | 1.      | –       | –       | –       |     |
| 2.               | Östersund (2)       | 6.            | DNS     | –       | –       | -       | –       | –       |     |
| 3.               | Hochfilzen          | 20.           | 9.      | –       | –       | 1.      | –       | –       |     |
| 4.               | Annecy              | 5.            | 6.      | 21.     | –       | –       | –       | –       |     |
| 5.               | Oberhof             | 3.            | 4.      | –       | –       | –       |         |         |     |
| 6.               | Ruhpolding          | neúčast       | neúčast | neúčast | neúčast | neúčast | neúčast | neúčast |     |
| 7.               | Anterselva          | –             | –       | 3.      | 5.      | 1.      | –       | –       |     |
| 8.               | Kontiolahti         | 22.           | 6.      | –       | –       | 1.      | –       | –       |     |
| 9.               | Otepää              | 2.            | –       |         | –       | –       | –       | 1.      |     |
| 10.              | Oslo – Holmenkollen | 1.            | 3.      | 2.      | –       | –       | –       | –       |     |
| Celkové umístění | Celkové umístění    | 3.            | 7.      | 4.      | 2.      | 1.      |         |         |     |
| Celkové umístění | Celkové umístění    | 736 bodů (2.) |         |         |         | 1.      |         |         |     |

#### Sezóna 2022/2023
| ČSP              | Místo                | SP             | SZ          | HZ          | IZ          | ŠT          | SŠT         | SZD         |
| ---------------- | -------------------- | -------------- | ----------- | ----------- | ----------- | ----------- | ----------- | ----------- |
| 1.               | Kontiolahti          | 2.             | 2.          | –           | 6.          | 1.          | –           | –           |
| 2.               | Hochfilzen           | 3.             | 2.          | –           | –           | 1.          | –           | –           |
| 3.               | Annecy               | 2.             | 1.          | 2.          | –           | –           | –           | –           |
| 4.               | Pokljuka             | 3.             | 4.          | –           | –           | –           | –           |             |
| 5.               | Ruhpolding           | –              | –           | 3.          | 4.          | 1.          | –           | –           |
| 7.               | Anterselva           | 3.             | 2.          | –           | –           | 1.          | –           | –           |
| 8.               | Nové Město na Moravě | nestartoval    | nestartoval | nestartoval | nestartoval | nestartoval | nestartoval | nestartoval |
| 9.               | Östersund            | –              | –           | 13.         | –           | –           | –           | –           |
| 10.              | Oslo-Holmenkollen    | 5.             | 3.          | 5.          | –           | –           | –           | –           |
| Celkové umístění | Celkové umístění     | 2.             | 2.          | 3.          | 8.          | 1.          | 2.          | 2.          |
| Celkové umístění | Celkové umístění     | 1098 bodů (2.) |             |             |             | 1.          | 2.          | 2.          |

#### Sezóna 2023/2024
| ČSP              | Místo             | SP            | SZ  | HZ  | IZ  | ŠT | SŠT | SZD |
| ---------------- | ----------------- | ------------- | --- | --- | --- | -- | --- | --- |
| 1.               | Östersund         | 20.           | 25. | ×   | 12. | –  | –   | 2.  |
| 2.               | Hochfilzen        | 2.            | 4.  | ×   | ×   | 1. | ×   | ×   |
| 3.               | Lenzerheide       | 4.            | 3.  | –   | ×   | ×  | ×   | ×   |
| 4.               | Oberhof           | 2.            | 2.  | ×   | ×   | 1. | ×   | ×   |
| 5.               | Ruhpolding        | 10.           | 14. | ×   | ×   | 1. | ×   | ×   |
| 6.               | Anterselva        | ×             | ×   | 18. | 25. | ×  | –   | –   |
| 8.               | Oslo-Holmenkollen | ×             | ×   | 1.  | 1.  | ×  | –   | –   |
| 9.               | Soldier Hollow    | 4.            | 4.  | ×   | ×   | 1. | ×   | ×   |
| 10.              | Canmore           | 47.           | 25. | 22. | ×   | ×  | ×   | ×   |
| Celkové umístění | Celkové umístění  | 3.            | 5.  | 8.  | 4.  | 1. | 1.  | 1.  |
| Celkové umístění | Celkové umístění  | 862 bodů (4.) |     |     |     | 1. | 1.  | 1.  |

Vysvětlivky
1. ↑  Laegreidovi nebylo Mezinárodní biatlonovou unií umožněno startovat z důvodu porušení pravidel bezpečnosti při manipulování se zbraní.[7]

#### Sezóna 2024/2025
| ČSP              | Místo                | SP       | SZ | HZ | IZ  | ŠT | SŠT | SZD |
| ---------------- | -------------------- | -------- | -- | -- | --- | -- | --- | --- |
| 1.               | Kontiolahti          | 9.       | ×  | 3. | 3.  | 2. | –   | –   |
| 2.               | Hochfilzen           | 2.       | 3. | ×  | ×   | 2. | ×   | ×   |
| 3.               | Annecy               | 5.       | 6. | 4. | ×   | ×  | ×   | ×   |
| 4.               | Oberhof              | 6.       | 1. | ×  | ×   | ×  | 3.  | –   |
| 5.               | Ruhpolding           | ×        | ×  | 2. | 16. | 4. | ×   | ×   |
| 6.               | Anterselva           | 2.       | 1. | ×  | ×   | 2. | ×   | ×   |
| 7.               | Nové Město na Moravě | 14.      | 5. | ×  | ×   | 2. | ×   | ×   |
| 8.               | Pokljuka             | ×        | ×  | 3. | 2.  | ×  | –   | –   |
| 9.               | Oslo-Holmenkollen    | 2.       | 1. | 4. | ×   | ×  | ×   | ×   |
| Celkové umístění | Celkové umístění     | 2.       | 1. | 1. | 1.  | 2. | 3.  | 3.  |
| Celkové umístění | Celkové umístění     | 1. místo |    |    |     | 2. | 3.  | 3.  |

## Vítězství v závodech světového poháru, mistrovství světa a na olympijských hrách

### Individuální
| Č.                           | sezóna    | datum              | místo                            | disciplína                |
| ---------------------------- | --------- | ------------------ | -------------------------------- | ------------------------- |
| 1.                           | 2020/2021 | 28. listopadu 2020 | Kontiolahti, Finsko              | vytrvalostní závod        |
| 2.                           | 2020/2021 | 17. prosince 2020  | Hochfilzen, Rakousko             | sprint                    |
| 3.                           | 2020/2021 | 19. prosince 2020  | Hochfilzen, Rakousko             | stíhací závod             |
| 4.                           | 2020/2021 | 9. ledna 2021      | Oberhof, Německo                 | stíhací závod             |
| 5.                           | 2020/2021 | 17. února 2021     | Pokljuka, Slovinsko (MS)         | vytrvalostní závod        |
| 6.                           | 2020/2021 | 21. února 2021     | Pokljuka, Slovinsko (MS)         | závod s hromadným startem |
| 7.                           | 2020/2021 | 20. března 2021    | Östersund, Švédsko               | stíhací závod             |
| 8.                           | 2021/2022 | 27. listopadu 2021 | Östersund, Švédsko               | vytrvalostní závod        |
| 9.                           | 2021/2022 | 18. března 2022    | Oslo, Norsko                     | sprint                    |
| 10.                          | 2022/2023 | 17. prosince 2022  | Annecy, Francie                  | stíhací závod             |
| MS                           | 2023/2024 | 10. února 2024     | Nové Město na Moravě, Česko (MS) | sprint                    |
| 11.                          | 2023/2024 | 1. března 2024     | Holmenkollen, Norsko             | vytrvalostní závod        |
| 12.                          | 2023/2024 | 2. března 2024     | Holmenkollen, Norsko             | závod s hromadným startem |
| 13.                          | 2024/2025 | 11. ledna 2024     | Oberhof, Německo                 | stíhací závod             |
| 14.                          | 2024/2025 | 25. ledna 2025     | Anterselva, Itálie               | stíhací závod             |
| 15.                          | 2024/2025 | 22. března 2025    | Oslo, Norsko                     | stíhací závod             |
| – závod na mistrovství světa |           |                    |                                  |                           |

### Kolektivní
| Č.                                                         | sezóna    | datum             | místo                         | disciplína           |
| ---------------------------------------------------------- | --------- | ----------------- | ----------------------------- | -------------------- |
| 1.                                                         | 2020/2021 | 6. prosince 2020  | Kontiolahti, Finsko           | štafeta              |
| 2.                                                         | 2020/2021 | 10. února 2021    | Pokljuka, Slovinsko (MS)      | smíšená štafeta      |
| 3.                                                         | 2020/2021 | 20. února 2021    | Pokljuka, Slovinsko (MS)      | štafeta              |
| 4.                                                         | 2021/2022 | 12. prosince 2021 | Hochfilzen, Rakousko          | štafeta              |
| 5.                                                         | 2021/2022 | 23. ledna 2022    | Anterselva, Itálie            | štafeta              |
| OH                                                         | 2021/2022 | 15. ledna 2022    | Peking, Čína (ZOH)            | štafeta              |
| 6.                                                         | 2021/2022 | 4. března 2022    | Kontiolahti, Finsko           | štafeta              |
| 7.                                                         | 2021/2022 | 13. března 2022   | Otepää, Estonsko              | smíšený závod dvojic |
| 8.                                                         | 2022/2023 | 1. prosince 2022  | Kontiolahti, Finsko           | štafeta              |
| 9.                                                         | 2022/2023 | 10. prosince 2022 | Hochfilzen, Rakousko          | štafeta              |
| 10.                                                        | 2022/2023 | 13. ledna 2023    | Ruhpolding, Německo           | štafeta              |
| 11.                                                        | 2022/2023 | 22. ledna 2023    | Anterselva, Itálie            | štafeta              |
| MS                                                         | 2022/2023 | 8. února 2023     | Oberhof, Německo (MS)         | smíšená štafeta      |
| 12.                                                        | 2023/2024 | 10. prosince 2023 | Hochfilzen, Rakousko          | štafeta              |
| 13.                                                        | 2023/2024 | 7. ledna 2024     | Oberhof, Německo              | štafeta              |
| 14.                                                        | 2023/2024 | 11. ledna 2024    | Ruhpolding, Německo           | štafeta              |
| 15.                                                        | 2023/2024 | 8. března 2024    | Soldier Hollow, Spojené státy | štafeta              |
| MS                                                         | 2024/2025 | 22. února 2025    | Lenzerheide, Švýcarsko (MS)   | štafeta              |
| – závod na mistrovství světa – závod na olympijských hrách |           |                   |                               |                      |